# Derambila macritibia
Derambila macritibia is een vlinder uit de familie spanners (Geometridae). De wetenschappelijke naam van deze soort is voor het eerst geldig gepubliceerd in 1929 door Prout.
De soort komt voor in tropisch Afrika.